# Radio SCOPE
『Radio SCOPE』（ラジオスコープ）とは、TBSラジオで放送されたトーク番組である。スコッチ・ウイスキーのブランド「Old Parr（オールド・パー）」の一社提供。2013年7月6日放送開始。

## 概要
当番組は、佐野史郎が初めて、ラジオのレギュラーパーソナリティーを務めるもので、月代わりで様々なジャンルで活躍するゲストを迎え、次世代に伝えたい“叡智”を探るトークセッションを展開する番組である。
その月のゲストにまつわる、仕事、日常、経験と、様々な方向へと話題を展開していき、その中に、ゲストの「生き方」や「想い」を読み解いていくものである。
2013年8月度のゲストからはTBSラジオに聴取者を招いての公開収録形式となり、また放送済みのゲストとのトークは番組サイトを通して聴くことが可能。
2014年3月29日をもって一旦終了。それから半年後の10月5日から再開。
第2期の正式タイトルは『Radio SCOPE by Old Parr』（ラジオスコープ バイ オールド・パー）。佐野に加えて新たにアシスタントとしてフリーアナウンサーの中山美香も出演している。

## 放送期間

### 第1期
- 放送期間：2013年7月6日 - 2014年3月29日
- 放送時間：毎週土曜日17:15 - 17:30

### 第2期
- 放送期間：2014年10月5日 - 2015年3月29日
- 放送時間：毎週日曜日17:00 - 17:15